# Eiyū Kyōshitsu
Eiyū Kyōshitsu (英雄教室?), también conocida como Classroom for Heroes en inglés, es una serie de novelas ligeras de fantasía japonesa escrita por Shin Araki e ilustrada por Haruyuki Morisawa. Es publicada por Shueisha bajo su sello Dash X Bunko desde enero de 2015. Una adaptación a manga con arte por Takashi Minakuchi titulada Eiyū Kyōshitsu: Honoo no Empress (英雄教室─炎の女帝 Eiyū Kyōshitsu: Honō no Enpuresu?) fue publicada en la revista de manga seinen Ultra Jump de Shueisha entre febrero y agosto de 2015 y se recopiló en un solo volumen de tankōbon. Una segunda adaptación a manga con arte de Koara Kishida titulada igual que la novela, se ha serializado en la revista de manga shōnen Gekkan Shōnen Gangan de Square Enix desde septiembre de 2016.
Una adaptación a serie de anime de Actas se estrenó el 9 de julio de 2023. Posteriormente, tres episodios en formato OVA fueron lanzadas entre enero y marzo de 2024.

## Argumento
Hace mucho tiempo, un héroe derrotó a un señor de los demonios que aterrorizaba al mundo y luego creó la Academia Rosewood para entrenar a los futuros héroes. En el presente, Arnest Flaming es la mejor estudiante de la academia y se ganó el apodo de "Emperatriz de las llamas". Un día, Arnest se irrita cuando conoce a Blade, un estudiante de intercambio holgazán y despreocupado que es aproximadamente igual a ella en poder y habilidad de lucha. El rey le pide que supervise a Blade y le muestre la academia. Así comienza la búsqueda de los estudiantes para convertirse en verdaderos héroes.

## Personajes
Blade (ブレイド Bureido?)
 Seiyū: Reiji Kawashima, Alex Villamar (español latino)
Es el protagonista principal y un estudiante transferido a la Academia Rosewood. Blade es un joven ingenuo y despreocupado, que parece ignorar las cosas más básicas, como no pararse frente al baño de damas, y disfruta de las cosas pequeñas y bastante triviales, siendo la indiferencia su dominio. Sin embargo, cuando los tiempos lo requieren, puede volverse muy serio y bastante confiable en el combate. Sin que muchos lo sepan, Blade es el Héroe que derrotó al señor de los demonios años atrás.
Arnest Flaming (アーネスト·フレイミング Ānesuto Fureimingu?)
 Seiyū: Misuzu Yamada, Annie Rojas (español latino)
Es la hija mayor y la próxima jefa de House of Flaming. También es la mejor alumna de la Academia Rosewood y la actual portadora de la espada demoníaca Asmodeus. Arnest es una persona estricta y feroz que siente un gran amor y respeto por su Academia. Aunque a veces se la puede describir como aterradora, posee un lado amable y podría describirse como una persona de moral, que acepta ser asesinada por Blade si la naturaleza asesina de la espada sale a la luz y la vuelve a poseer. Cuando tenía 6 años, Arnest fue poseída por la espada Asmodeus y mató a algunos de los residentes de la Casa Llameante antes de que ella se desmayara. Inicialmente era repulsiva hacia Blade, pero con el paso del tiempo, ella se abrió gradualmente a Blade y, finalmente, se convirtieron en muy buenos amigos. Con el tiempo, Arnest se enamora profundamente de Blade, lo que le hace poner celosa cuando lo ve con otra chica.
Sophi (ソフィ Sofi?)
 Seiyū: Nao Tōyama, Ximena Fragoso (español latino)
Ella es una estudiante de primer grado en Rosewood Academy, también conocida por su alias "Reina del Cero Absoluto". Sophitia ha sido descrita como una mujer con muy pocas expresiones. Parece ser consciente de sí misma y constantemente sabia cuando toma decisiones, como se ve cuando admite haber derrotado en su partido contra Arnest. Sophitia es una combatiente versátil, capaz de luchar con las manos desnudas en igualdad de condiciones con Arnest. Como estudiante de grado superior, es una luchadora altamente calificada en comparación con los grados inferiores. 
Cú Chulainn (クーフーリン Kūfūrin?)
 Seiyū: Hina Kino, Amellalli Guevara (español latino)
Una bebé dragón que atacó a la Academia Rosewood. Tras ser derrotada por Blade, Cú se refiere a él como "papá".
Claire (クレア Kurea?)
 Seiyū: Eri Yukimura, Noemí Luna (español latino)
Es una estudiante de grado superior de la Academia Rosewood y una de las primeras amigas de Blade. También es muy amiga de Jessica. Claire parece ser una persona muy humilde y respetuosa. Muestra un gran respeto hacia sus superiores, especialmente los de una clase social más alta. Claire comenzó como una estudiante de bajo rango dentro de la academia, sin embargo, y gracias a su dedicación, logró despertar sus habilidades curativas, lo que le permitió ingresar a la clase avanzada con el resto de sus amigos.
Jessica (イェシカ Yeshika?)
 Seiyū: Haruka Shiraishi, Cassandra Valtier (español latino)
Es una estudiante de grado superior de la Academia Rosewood y una de las primeras amigas de Blade. También es muy amiga de Claire. Posee una personalidad alegre, aunque puede ser muy juguetona y pervertida, como cuando mostró su cuerpo desnudo a Blade y le prometió "hacerlo" con él. Si bien veía a Blade como alguien con quien bromear, ella termina enamorándose de él.
Maria (マリア?) / Mao (マオ?)
 Seiyū: Sarah Emi Bridcutt, por confirmar (español latino)
Iona (イオナ?)
 Seiyū: Aya Uchida, Por confirmar (español latino)
Clay (クレイ Kurei?)
 Seiyū: Shūichi Uchida, Iván García (español latino)
Cassim (カシム Kashimu?)
 Seiyū: Tomohiro Ōno, Luis Flores (español latino)
Leonard (レナード Renādo?)
 Seiyū: Tomohito Takatsuka, Jesús Mondragón (español latino)
Eliza (イライザ Iraiza?)
 Seiyū: Konomi Kohara, por confirmar (español latino)
Rey Gilgamesh (ギルガメッシュ Girugamesshu?)
 Seiyū: Rikiya Koyama, Jorge Ornelas (español latino)
Asmodeus (アスモデウス Asumodeusu?)
 Seiyū: Tetsu Inada, Héctor Estrada (español latino)

## Contenido de la obra

### Novela ligera
La serie está escrita por Shin Araki e ilustrada por Haruyuki Morisawa. Shueisha ha publicado trece volúmenes desde enero de 2015 bajo su sello Dash X Bunko. El primer volumen se publicó el 23 de enero de 2015.

#### Lista de volúmenes
| Volúmenes de novelas ligeras publicadas | Volúmenes de novelas ligeras publicadas | Volúmenes de novelas ligeras publicadas |
| Número                                  | Fecha de lanzamiento                    | ISBN                                    |
| --------------------------------------- | --------------------------------------- | --------------------------------------- |
| 1                                       | 23 de enero de 2015                     | ISBN 978-4-08-631022-2                  |
| 2                                       | 22 de mayo de 2015                      | ISBN 978-4-08-631045-1                  |
| 3                                       | 25 de septiembre de 2015                | ISBN 978-4-08-631069-7                  |
| 4                                       | 22 de enero de 2016                     | ISBN 978-4-08-631095-6                  |
| 5                                       | 25 de mayo de 2016                      | ISBN 978-4-08-631113-7                  |
| 6                                       | 21 de septiembre de 2016                | ISBN 978-4-08-631138-0                  |
| 7                                       | 25 de enero de 2017                     | ISBN 978-4-08-631166-3                  |
| 8                                       | 25 de mayo de 2017                      | ISBN 978-4-08-631185-4                  |
| 9                                       | 22 de septiembre de 2017                | ISBN 978-4-08-631203-5                  |
| 10                                      | 25 de enero de 2018                     | ISBN 978-4-08-631223-3                  |
| 11                                      | 25 de julio de 2018                     | ISBN 978-4-08-631250-9                  |
| 12                                      | 24 de septiembre de 2021                | ISBN 978-4-08-631432-9                  |
| 13                                      | 22 de julio de 2022                     | ISBN 978-4-08-631479-4                  |

### Manga
Una adaptación a manga con arte por Takashi Minakuchi titulada Eiyū Kyōshitsu: Honoo no Empress (英雄教室─炎の女帝 Eiyū Kyōshitsu: Honō no Enpuresu?) fue publicada en la revista de manga seinen Ultra Jump de Shueisha entre febrero y agosto de 2015 y se recopiló en un solo volumen de tankōbon. Una segunda adaptación a manga con arte de Koara Kishida titulada igual que la novela, se ha serializado en la revista de manga shōnen Gekkan Shōnen Gangan de Square Enix desde septiembre de 2016 y se ha recopilado sus capítulos individuales en quince volúmenes de tankōbon.

#### Lista de volúmenes
| Volúmenes de manga publicados | Volúmenes de manga publicados | Volúmenes de manga publicados |
| Número                        | Fecha de lanzamiento          | ISBN                          |
| ----------------------------- | ----------------------------- | ----------------------------- |
| 1                             | 25 de enero de 2017           | ISBN 9784757552296            |
| 2                             | 22 de julio de 2017           | ISBN 9784757554061            |
| 3                             | 22 de enero de 2018           | ISBN 9784757555853            |
| 4                             | 25 de mayo de 2018            | ISBN 9784757557178            |
| 5                             | 22 de noviembre de 2018       | ISBN 9784757559097            |
| 6                             | 22 de marzo de 2019           | ISBN 9784757560505            |
| 7                             | 12 de septiembre de 2019      | ISBN 9784757562837            |
| 8                             | 12 de febrero de 2020         | ISBN 9784757564961            |
| 9                             | 12 de junio de 2020           | ISBN 9784757566781            |
| 10                            | 12 de octubre de 2020         | ISBN 9784757568938            |
| 11                            | 12 de febrero de 2021         | ISBN 9784757570870            |
| 12                            | 11 de junio de 2021           | ISBN 9784757573147            |
| 13                            | 12 de octubre de 2021         | ISBN 9784757575240            |
| 14                            | 11 de marzo de 2022           | ISBN 9784757578050            |
| 15                            | 10 de agosto de 2022          | ISBN 9784757580732            |

### Anime
Se anunció una adaptación de la serie al anime en el duodécimo volumen de la novela ligera el 24 de septiembre de 2021. Está producida por Actas y dirigida por Keiichiro Kawaguchi, con Naoki Hayashi escribiendo los guiones, Kosuke Kawamura diseñando los personajes y Kōtarō Nakagawa componiendo la música. Se estrenó el 9 de julio de 2023. El tema de apertura es «Bravery? Naturally?», interpretado por la VTuber Kaede Higuchi, mientras que el tema de cierre es interpretado por Akane Kumada. Crunchyroll obtuvo la licencia de la serie fuera de Asia.
El 21 de junio de 2023, Crunchyroll anunció que la serie había recibido un doblaje en español latino, la cual se estrenó el 30 de julio.